# Proruby (Brzice)
Proruby (německy Prorub) je místní část obce Brzice v okrese Náchod v Královéhradeckém kraji. Leží na jižním svahu vrchu Kopna ve výšce 515 m n. m. v Krkonošském podhůří. Významná je hřbitovní kaple sv. Josefa.
Přes Proruby vedou turistické a cyklistické trasy do Babiččina údolí, na hrad Rýzmburk, do České Skalice, na hospital Kuks, Braunův betlém a také do zoo a safari ve Dvoře Králové.

## Přehled historických dat
- 1476 – pravděpodobné založení vesnice. Patřila ke hradu Trutnov, později ke stanovické tvrzi, kde sídlil Mikuláš z Nešetic. Po něm přešla na různé majitele, až byla připojena k heřmanickému panství.
- 1520 – prodána městu Jaroměř
- 1548 – koupil Jan z Pernštejna, dále různí majitelé
- 1623 – koupil Albrecht z Valdštejna
- 1652 – vlastník hrabě z Ulfeldu prodal ves Ottavio Piccolominimu
- 1662 – koupil hrabě Jan Špork
- 1745 – písemný záznam o utáboření vojska pruského krále Bedřicha II. v Úpici, Maršově a Prorubech
- 1849 – osada byla přidělena k obci Mezilečí a stala se součástí královédvorského okresu
- 1878 – německá část obce (větší část) se osamostatnila od Mezilečí a vytvořila vlastní zastupitelstvo, obec měla 354 obyvatel
- 1925 – opětovné sloučení obce a vznik samostatné obce Proruby
- 1928 – princ Schamburk-Lippe, majitel náchodského panství prodal městu Jaroměři komárovský a prorubský lesní revír, na památku byl vytesán do kamene na stráni u Kyje „Český lev“ s letopočty 1918–1928

## Pamětihodnosti
- Hřbitovní kaple svatého Josefa